# Aurel Vlaicu
Aurel Vlaicu (19 de novembre de 1882 - 13 de setembre de 1913) va ser un enginyer romanès, inventor i pioner de l'aviació (essent constructor i pilot d'avions).
L'aeroport de Bucarest en rep el seu nom (Aeroport de Bucarest-Aurel Vlaicu).